# Taxithelium dimorphophyllum
Taxithelium dimorphophyllum är en bladmossart som beskrevs av Hugh Neville Dixon och Theodor Carl Karl Julius Herzog 1926. Taxithelium dimorphophyllum ingår i släktet Taxithelium och familjen Sematophyllaceae. Inga underarter finns listade i Catalogue of Life.